# Jag tror uppå den Gud
Jag tror uppå den Gud är en kristen psalm. Texten är skriven av Johan Olof Wallin.

## Publicerad i
- 1819 års psalmbok, som nummer 18 under rubriken "Guds enhet och treenighet".